# Garosyrrhoe bigarra
Garosyrrhoe bigarra är en kräftdjursart som först beskrevs av J. L. Barnard 1962.  Garosyrrhoe bigarra ingår i släktet Garosyrrhoe och familjen Synopiidae. Inga underarter finns listade i Catalogue of Life.